# 永井建成
永井 建成（ながい たつなり、1995年7月7日 - ）は、京都府長岡京市出身のサッカー選手。ポジションは、ゴールキーパー(GK)。Jリーグ・湘南ベルマーレ所属。

## 経歴
京都橘高校2年時の第91回全国高等学校サッカー選手権大会で正ゴールキーパーとして準優勝し、仙頭啓矢や小屋松知哉らと共に大会優秀選手に選出された。3年次でも第92回大会ではベスト4に残り、大会優秀選手に選出された。
反応力の高さと守備範囲の広さを武器にしており、ハイボールの処理にも長けている。
2013年6月、ロアッソ熊本の練習に参加。オファーを受けて入団を決めた。
2014シーズンはシーズン終盤にかけてベンチ入りしたが公式戦出場はなかった。2015年シーズンもベンチ入りにとどまった。2016年シーズンはニューイヤーカップで出番を得たが、公式戦ではベンチ入りにとどまった。
2016年11月28日、契約満了により退団することが発表された。2017年より京都サンガF.C.に完全移籍により加入した。
2018年よりいわきFCへ完全移籍により加入した。シーズン終了後、退団が発表された。
2019年3月22日、ポルベニル飛鳥（現・飛鳥FC）へ加入すると発表された。
2020年2月、FCティアモ枚方へ加入した。
2022年、FC大阪に移籍。クラブのJリーグ初挑戦となった2023年シーズンは全試合出場しクリーンシート総数がトップの16、失点数はリーグで3番目に少ない38失点だった。2024年シーズンは負傷交代・離脱がありながら37試合に出場しクリーンシート総数は2年連続トップの18、失点数はリーグで1番少ない31失点であり、クラブのJ2昇格プレーオフ進出に貢献した。2024年のJ3優秀選手賞を受賞した。
2024年12月30日、湘南ベルマーレに移籍。プロ12年目にして初のJ1挑戦となる。

## 所属クラブ
ユース経歴
- 2002年 - 2007年 長岡京サッカースポーツ少年団
- 2008年 - 2010年 京都FC長岡京
- 2011年 - 2013年 京都橘高校

プロ経歴
- 2014年 - 2016年  ロアッソ熊本
  - 2015年  Jリーグ・アンダー22選抜
- 2017年  京都サンガF.C.
- 2018年  いわきFC
- 2019年  ポルベニル飛鳥
- 2020年 - 2021年  FCティアモ枚方
- 2022年 - 2024年  FC大阪
- 2025年 -  湘南ベルマーレ

## 個人成績
| 国内大会個人成績 | 国内大会個人成績 | 国内大会個人成績 | 国内大会個人成績 | 国内大会個人成績 | 国内大会個人成績 | 国内大会個人成績 | 国内大会個人成績 | 国内大会個人成績 | 国内大会個人成績 | 国内大会個人成績 | 国内大会個人成績 |
| 年度             | クラブ           | 背番号           | リーグ           | リーグ戦         | リーグ戦         | リーグ杯         | リーグ杯         | オープン杯       | オープン杯       | 期間通算         | 期間通算         |
| 年度             | クラブ           | 背番号           | リーグ           | 出場             | 得点             | 出場             | 得点             | 出場             | 得点             | 出場             | 得点             |
| 日本             | 日本             | 日本             | 日本             | リーグ戦         | リーグ戦         | リーグ杯         | リーグ杯         | 天皇杯           | 天皇杯           | 期間通算         | 期間通算         |
| ---------------- | ---------------- | ---------------- | ---------------- | ---------------- | ---------------- | ---------------- | ---------------- | ---------------- | ---------------- | ---------------- | ---------------- |
| 2014             | 熊本             | 18               | J2               | 0                | 0                | -                | -                | 0                | 0                | 0                | 0                |
| 2015             | 熊本             | 18               | J2               | 0                | 0                | -                | -                | 0                | 0                | 0                | 0                |
| 2016             | 熊本             | 18               | J2               | 0                | 0                | -                | -                | 0                | 0                | 0                | 0                |
| 2017             | 京都             | 29               | J2               | 0                | 0                | -                | -                | 0                | 0                | 0                | 0                |
| 2018             | いわき           | 31               | 東北2部南        | 13               | 0                | -                | -                | 0                | 0                | 13               | 0                |
| 2019             | 飛鳥             | 26               | 関西2部          | 13               | 0                | -                | -                | -                | -                | 13               | 0                |
| 2020             | 枚方             | 1                | 関西1部          | 0                | 0                | -                | -                | 0                | 0                | 0                | 0                |
| 2021             | 枚方             | 1                | JFL              | 7                | 0                | -                | -                | -                | -                | 7                | 0                |
| 2022             | FC大阪           | 1                | JFL              | 27               | 0                | -                | -                | -                | -                | 27               | 0                |
| 2023             | FC大阪           | 1                | J3               | 38               | 0                | -                | -                | -                | -                | 38               | 0                |
| 2024             | FC大阪           | 1                | J3               | 37               | 0                | 0                | 0                | -                | -                | 37               | 0                |
| 2025             | 湘南             | 21               | J1               |                  |                  |                  |                  |                  |                  |                  |                  |
| 通算             | 日本             | 日本             | J1               |                  |                  |                  |                  |                  |                  |                  |                  |
| 通算             | 日本             | 日本             | J2               | 0                | 0                | -                | -                | 0                | 0                | 0                | 0                |
| 通算             | 日本             | 日本             | J3               | 75               | 0                | 0                | 0                | 0                | 0                | 75               | 0                |
| 通算             | 日本             | 日本             | JFL              | 34               | 0                | -                | -                | -                | -                | 34               | 0                |
| 通算             | 日本             | 日本             | 関西1部          | 0                | 0                | -                | -                | 0                | 0                | 0                | 0                |
| 通算             | 日本             | 日本             | 東北2部南        | 13               | 0                | -                | -                | 0                | 0                | 13               | 0                |
| 通算             | 日本             | 日本             | 関西2部          | 13               | 0                | -                | -                | -                | -                | 13               | 0                |
| 総通算           | 総通算           | 総通算           | 総通算           | 135              | 0                | 0                | 0                | 0                | 0                | 135              | 0                |

出場歴
- Jリーグ初出場 - 2023年3月4日 J3第1節 vs鹿児島ユナイテッドFC（白波スタジアム）

## 代表歴
- 京都府選抜
  - 第66回国民体育大会（2011年）
- 熊本県選抜
  - 第70回国民体育大会（2015年）

## タイトル

### クラブ
いわきFC
- 東北社会人サッカーリーグ2部南：1回（2018年）
- 福島民報杯・NHK杯 福島県サッカー選手権大会：1回（2018年）

FCティアモ枚方
- 大阪サッカー選手権大会：1回（2020年）

### 個人
- 第91回全国高等学校サッカー選手権大会・優秀選手
- 第92回全国高等学校サッカー選手権大会・優秀選手